# Anomala sulcithorax
Anomala sulcithorax är en skalbaggsart som beskrevs av Ohaus 1925. Anomala sulcithorax ingår i släktet Anomala och familjen Rutelidae. Inga underarter finns listade i Catalogue of Life.